# エクシブ鳥羽
エクシブ鳥羽（エクシブとば、英語: XIV Toba）は、三重県鳥羽市安楽島町にある、会員制リゾートホテル。リゾートトラスト株式会社が運営しており、同社が「エクシブ」ブランドで開業した初のホテルである。

## 概要
リゾートトラストが日本各地のリゾート地に展開する会員制リゾートホテルの1つである。鳥羽市街地の南、安楽島町にあり、背後に小高い山を抱く波の穏やかな入り江に臨む場所に位置する。1987年（昭和62年）4月開業のエクシブ鳥羽（本館）、1991年（平成3年）4月開業のエクシブ鳥羽アネックス、2016年（平成28年）3月開業のエクシブ鳥羽別邸の3つで構成される。アネックスの高さは60mと鳥羽市最高層で、客室数も鳥羽市有数の規模である。本館とアネックスは洋風のリゾートホテルであるが、別邸は「エクシブ」ブランド初の和風ホテルである。
他の「エクシブ」ブランドのホテルと同様に、リゾート会員権を持つ14人で1室を共有し、オーナー1人あたり年間26日の占有日を有するタイムシェア方式を採用する。（26日という日数は日本人の別荘所有者の別荘での平均滞在日数である30日に準拠して設定された。）占有日に宿泊しない場合は「スペースバンク」に預けることができ、他のオーナーの占有日や他の相互利用可能施設の利用権と交換することができる。この方式は欧米では一般的だったが、日本ではリゾートトラストが先駆者であった。（欧米では1部屋を52人で共有し1週間占有するタイムシェアが一般的であるが、日本では1週間単位の休暇をとるのが一般的ではないため、2泊3日ないし3泊4日の利用を想定したタイムシェアを採用している。）なお「エクシブ」とはローマ数字で14を意味する「XIV」に由来する。

## 本館
1987年（昭和62年）4月竣工、同月開業。日本で最初の本格的なタイムシェアシステムを導入したホテルブランド「エクシブ」の第1号である。設計は安井建築設計事務所、施工は大林・清水JVによる。ファサードは2艘の帆船をモチーフにしており、上層階ほど段々狭くなる構造になっている。鉄骨鉄筋コンクリート構造の2つに分かれた地上8階地下1階建ての主棟と3階建てのコテージ8棟からなる。敷地面積は48,232 m2、建築面積は5,511 m2、延床面積は14,829 m2。
客室は214室。正面入り口は全面ガラス張りで、天井高が高くとられている。フランス料理レストラン「ラペール」、コーヒーショップ「オールドデイズ」などを備える。

## アネックス
住所は鳥羽市安楽島町字二地169-2。1991年（平成3年）4月竣工、同月開業。「エクシブ」ブランド第5号、リゾートトラストの手掛けるホテルとしては22番目の宿泊施設である。地上17階地下1階建てで高さは60 mあり、開業当時三重県で最も高いホテルであった。鉄骨構造一部鉄骨鉄筋コンクリート構造の建物は白を基調とし、直線的な外観をしている。設計監理は安井建築設計事務所、施工は大林組による。敷地面積は30,461 m2、建築面積は3,314.73 m2、延床面積は19,320.84 m2。
本館と同規模の200室を擁する。客室のグレードはAタイプからFタイプまであり、最小のAタイプが28.85 m2、標準のCタイプが48.07 m2、最大のFタイプが約75.13 m2である。「エクシブ」ブランドでは初めて会員権を設定しない一般客室を50室導入した。
2階に生け簀を持つ和食レストラン「海幸」、1階にラウンジ・洋食レストラン「アラゴスタ」・プールバー・メインバー「エチュード」・コンベンションホール（250人収容）・和風宴会場（100人収容）がある。付帯施設としてスクーバダイビングのできる50 mプールがある。リゾートトラストが欧米のリゾートホテルの徹底研究を設計者に依頼した結果、南ヨーロッパのリゾート風の宿泊施設になった。エントランスは3階分の吹き抜けで、スペインの宮殿のパティオをイメージしている。またレストランなどの諸施設や客室もスパニッシュコロニアル様式を取り入れている。調度品はスペインやイタリアからの輸入品である。また「水と緑」を施設全体のテーマとし、随所に水の流れを作り、緑を配置している。

## 別邸
2016年（平成28年）1月竣工、同年3月開業。「エクシブ」ブランド第24号となる宿泊施設で、エクシブ史上初の本格的な和風施設である。「庭屋一如」を設計コンセプトに掲げ、中央部に日本庭園を配してこれを取り囲むように瓦屋根の宿泊棟が建てられている。設計は安井建築設計事務所、施工は安藤ハザマによる。敷地面積は129,065.12 m2、建築面積は6,642.76 m2、延床面積は22,921.00 m2。
「別邸」の名にふさわしく大人の隠れ家を意識した設計が随所に盛り込まれ、竹穂垣に囲まれた石畳の小道を抜けてモミジを中央に植えた車寄せに達し、その門をくぐると小川のある前庭に至り、チェックインを行う「パブリックエリア」へと続いている。
日本庭園は鳥羽の海浜を借景とした回遊式庭園を採用し、中央の池を海に見立てて島を浮かべ、マツや大岩、州浜などを配置している。庭園は京都造形芸術大学教授の尼崎博正が設計・監修した。
宿泊棟は数寄屋造りを基調とし、伝統的な日本美を追求したもので、「静寂に包まれた大人のための上質な空間」を創出している。L字型の北棟と一の字型の南棟からなり、2棟で中央の庭園をコの字型に囲むように配置された。地上4階・地下2階建てで地上部に客室、地上1階にレセプション（フロント）・ラウンジ・レストラン・ショップ・客室、地下1階に大浴場と駐車場がある。客室は全121室（Sタイプ30室、SEタイプ32室、CBタイプ59室）で、四季の変化が感じられる庭園や海をそれぞれ違った角度から望むことができる。また重ね・透かし・低重心・非対称など日本の文化の中で育まれた伝統を室内デザインに採用している。
パブリックエリアは土壁・和紙などの伝統的な日本の素材を用い、錫箔・和の文様で彩を添える。レストラン「華暦」は個室、テーブル席、浮殿の3種類の席があり、炭火焼・鉄板焼コーナーも併設する。浮殿は京都市の高台寺にある千利休考案の茶室「傘亭」を模した構造で、中央の日本庭園にある池に浮かぶ。
海の眺望が最も優れたところにある大浴場「天海の湯」や屋外テルメ「スパ&エステ テルメゾン」は天然温泉であり、浴槽に十和田石、床材に鉄平石を使用した内湯と露天風呂を備える。温泉については鳥羽温泉郷を参照。

## 共同利用施設
芝生庭園、散策路、全天候型テニスコート6面、屋内プール、アスレチックジムがある。また1999年（平成11年）6月に温泉施設とチャペルが竣工した。どちらも設計は安井建築設計事務所、施工は大林組による。
結婚式場としての利用は三重県出身者が多く、挙式をする当人だけでなく出席者にとってもよい旅行となることからエクシブ鳥羽が選ばれているという。
温泉は前述。

## 歴史
名古屋市に本社を置くリゾートトラストは、1985年（昭和60年）頃に会員制ホテル業界の首位に上り詰めた。しかし同社では経営基盤を揺るがしかねない2つの課題を抱えていた。第一は豊田商事事件を契機として会員権ビジネスに対する社会の不信が渦巻き、新規顧客の獲得が厳しくなっていたことである。第二は既存会員の宿泊需要が正月・夏休みに殺到し、予約が取れないという苦情が増加したことで、多くのオーナーを抱える優秀な社員が耐え切れずに離職することが相次いだことである。これらの課題を解決するべく、リゾートトラストはオーナーの占有日を数泊単位に細分化し、正月・ゴールデンウィーク・夏休みのいずれかの宿泊権を確約し、利用しない占有日はオーナー間で取引できるように制度を変更した。その制度を採用したのが「エクシブ」ブランドのホテルであり、エクシブを名乗る最初のホテルとしてエクシブ鳥羽が建設された。
1987年（昭和62年）4月27日、リゾートトラストによりエクシブ鳥羽が開業した。開業直前の中日新聞報道によれば会員権全2,900口のうち1,800口がすでに応募済みであったという。投資総額は48億円であった。エクシブ鳥羽は成功を収め、リゾートトラストは日本各地のリゾート地に「エクシブ」を冠した高級志向の会員制リゾートホテルの展開を推し進めた。
1991年（平成3年）4月25日には、エクシブ鳥羽アネックスを開業した。同時にテニスコートなどのレジャーゾーンも開発された。総事業費は146億円であった。開業前の4月23日時点で全会員権2,100口のうち2,050口とほぼ完売状態となり、オーナーは大阪府（41%）、愛知県（17%）、三重県（10%）の順に多く、6割が既会員からの紹介であったという。なお50室を会員権を設定しない一般客室として開業時から設定し、オーナーの家族や友人が宿泊できるようにした。この時点では、隣接地に更にリゾートマンション風の物件2棟400室を建設する構想があった。
経営は順調であるかに見えたが、次第にバブル崩壊が影響し始め、1997年（平成9年）7月からは主に地元住民向けに昼食の営業を開始した。こうした地元住民向けの昼食提供は同じ鳥羽市内の鳥羽シーサイドホテルやタラサ志摩でも実施された。1997年（平成9年）9月に敷地内で温泉が湧出、1998年（平成10年）に正式に温泉法に基づく療養泉に認定を受け、1999年（平成11年）6月に温泉施設とチャペルが本館の北西に竣工した。投資総額は1400万円であった。
2001年（平成13年）、会長・伊藤與朗の要請で旧知の間柄だった三重県出身の俳優・沢本忠雄が企画プロデューサーに招聘される。
2008年（平成20年）10月23日には萩美香らが出席して「日本スポーツ用品協同組合連合会全国大会」が、2009年（平成21年）5月26日には野呂明彦ら約100人が出席して「全国離島振興協議会通常総会」が、2011年（平成23年）11月14日には鳥羽市長の木田久主一と鳥羽市の姉妹都市であるアメリカ・サンタバーバラ市の市長ら日米から約90人が出席して「姉妹都市締結45周年記念式典」がエクシブ鳥羽で開催された。
別邸は2012年（平成24年）5月から2013年（平成25年）9月にかけて設計が行われ、2013年12月から2016年（平成28年）1月にかけて建設工事が行われた。開発計画は2012年（平成24年）8月に日本経済新聞が報じ、中高年層を想定客層とした和風のホテルを2016年（平成28年）春の開業を目指すとした。リゾートトラストにとってはリーマン・ショック以降一旦停止したホテル開発を別邸開発により再開したことになる。建設にあたっては約8万m2に及ぶ切土と盛土を実施した。工事用道路をホテル利用者と共用しなければならなかったことや中庭を取り囲むように宿泊棟を建設しなければならなかったため、建材の搬入や工事動線の確保が課題になったと施工者が語っている。会員権の販売は2014年（平成26年）1月20日に開始し、2016年（平成28年）3月27日に開業した。

## 交通
JR参宮線・近鉄鳥羽線・同志摩線鳥羽駅より自動車で約10分。パールロード入り口手前にある。施設入り口付近にかもめバス「エクシブ鳥羽前」バス停がある。また付近にトバリュウの化石発見地がある。